# Jarosław Szubrycht
Jarosław Szubrycht lub Jarek Szubrycht, Jaro.Slav (ur. w listopadzie 1974) – polski dziennikarz muzyczny, a także wokalista i autor tekstów, znany głównie z twórczości w metalowej grupie muzycznej Lux Occulta.

## Życiorys
Jarosław Szubrycht pochodzi z Dukli, gdzie w 1993 ukończył Liceum Ogólnokształcące im. św. Jana z Dukli. W rodzinnym mieście występował w lokalnych zespołach blackmetalowych Haemorrhage i Terror, potem przyłączył się do powstałej w 1994 formacji Lux Occulta. Jest wokalistą oraz autorem tekstów utworów, które ukazały się na pięciu studyjnych płytach zespołu.
W 1998 ukończył filologię polską na Uniwersytecie Jagiellońskim, a w 2000 podyplomowe studia dziennikarskie na Akademii Pedagogicznej w Krakowie. Redagował serwis muzyczny w serwisie Interia.pl, współpracował z magazynami Thrash’em All, Mystic Art, Muza, Machina, a także m.in. z „Przekrojem”, „Dziennikiem”. W 2006 ukazała się jego książka Bez litości. Prawdziwa historia zespołu Slayer (ISBN 83-87598-48-8), pierwsza biografia grupy Slayer.
W „Przekroju”, nr 48/3258, 29 listopada 2007 ukazał się przeprowadzony przez niego wywiad z Andrew Keenem wraz z tekstem zatytułowanym Stuknij się w web 2.0, krytykującym zjawisko Web 2.0 jako odpowiedzialne za obniżenie jakości materiałów dostępnych w internecie. W swoim tekście zasugerował, że materiały zamieszczane w Wikipedii, w znacznej części powstają z naruszeniem praw autorskich. Po przesłaniu do „Przekroju” sprostowania opublikował przeprosiny, wyjaśniając, że jego zamiarem było wywołanie dyskusji na temat Web 2.0.
W latach 2010–2014 kierował portalem muzycznym T-Mobile Music. Publikuje m.in. w tygodniku Polityka oraz w serwisie Red Bull Muzyka. Od stycznia 2018 publikuje głównie w „Gazecie Wyborczej”.
Redaktor naczelny kwartalnika „Gazeta Magnetofonowa”. Prowadzi blog „Mocny w gębie”.

## Książki
- 2006, Bez litości. Prawdziwa historia zespołu Slayer, Wydawnictwo Kagra, ISBN 83-87598-48-8.
- 2007, Lemmy autobiografia – Biała gorączka, Lemmy Kilmister, Janiss Garza, Wydawnictwo Kagra, ISBN 978-83-87598-45-7 (tłumaczenie)
- 2013, Patrz mi w oczy. Moje życie z zespołem Aspergera, John Elder Robison, Wydawnictwo Linia, ISBN 978-83-63000-13-4 (tłumaczenie)
- 2013, Maryla Rodowicz. Wariatka tańczy, Wydawnictwo G+J Gruner&Jahr, ISBN 978-83-7778-592-8.
- 2014, Vader. Wojna totalna, Wydawnictwo Sine Qua Non, ISBN 978-83-7924-211-5.
- 2014, Lodołamacz Fedor, Wydawnictwo Burda Publishing Polska, ISBN 978-83-7778-626-0.
- 2014, Wychowujemy Misiaka. Ojca i syna przygody z Aspergerem, pociągami, traktorami i materiałami wybuchowymi, Wydawnictwo Linia, ISBN 978-83-63000-14-1 (tłumaczenie)
- 2015, Nie tak łatwo być Czesławem, Jarosław Szubrycht, Czesław Mozil, Wydawnictwo Otwarte, ISBN 978-83-7515-377-4.
- 2018, Dzienniki heroinowe, Nikki Sixx, Wydawnictwo Kagra, ISBN 978-83-63785-35-2 (tłumaczenie)
- 2021, Życie, bierz mnie. Biografia Andrzeja Zauchy, Wydawnictwo Literackie ISBN 978-83-08-07431-2.
- 2022, Skóra i ćwieki na wieki. Moja historia metalu, Wydawnictwo Czarne ISBN 978-83-8191-600-4.

## Nagrody
- Nagroda Krakowska Książka Miesiąca Grudnia 2021 za książkę Życie, bierz mnie. Biografia Andrzeja Zauchy[13].

## Dyskografia
- Terror – Did god create a devil? (1992, demo, wydanie własne)
- Haemorrhage (PL) – Waking the Gods of Sadness (1993, demo, wydanie własne)
- Virgin Snatch – S.U.C.K. (2003, MILS Music, Mystic Production, gościnnie)[14]
- Decapitated – Carnival is Forever (2011, Nuclear Blast, słowa)[15]

## Filmografia
- Historia polskiego rocka (2008, film dokumentalny, reżyseria: Leszek Gnoiński, Wojciech Słota)